# Saison 8 de NCIS : Los Angeles
Chronologie
Saison 7 Saison 9
Cet article présente le guide des épisodes de la huitième saison de la série télévisée américaine NCIS : Los Angeles.
Dans cette saison, l'actrice Daniela Ruah (Kensi Blye) est enceinte. Les scénaristes ont donc décidé que Kensi tombe dans le coma puis qu'elle soit en rééducation pour laisser du temps à l'actrice.
Cette saison marque également la mort de l’acteur Miguel Ferrer (directeur adjoint Owen Granger) le 19 janvier 2017.

## Généralités
- La série est désormais diffusée le dimanche soir à 20 h sur le réseau CBS où elle a été montrée du 25 septembre 2016 au 14 mai 2017.
- En France, douze épisodes sont diffusés du 11 février 2017 au 18 mars 2017 sur M6. La chaîne interrompt la diffusion le temps de finir le doublage des épisodes restants. La diffusion reprend le 21 octobre 2017 jusqu'au 25 novembre 2017.
- En Suisse, douze épisodes sont diffusés sur RTS Deux du 3 février 2017 au 18 mars 2017. Les douze derniers épisodes sont diffusés du 30 juillet 2017 au 3 septembre 2017 sur RTS Un.
- En Belgique, la saison est diffusée depuis le 8 novembre 2017 sur RTL-TVI.

## Distribution

### Acteurs principaux
- Chris O'Donnell (VF : Jean-Philippe Puymartin) : Agent Spécial G. Callen (né Grisha Alexandrovich Nikolaev)
- LL Cool J (VF : Sidney Kotto) : Agent Spécial Sam Hanna
- Daniela Ruah (VF : Laëtitia Lefebvre) : Agent Spécial Kensi Blye
- Eric Christian Olsen (VF : Axel Kiener) : Lieutenant Marty Deeks
- Linda Hunt (VF : Marie-Martine) : Henrietta « Hetty » Lange
- Barrett Foa (VF : Olivier Jankovic) : Eric Beale
- Renée Felice Smith (VF : Jessica Barrier) : Nell Jones
- Miguel Ferrer (VF : Patrick Messe) : directeur adjoint du NCIS Owen Granger (épisodes 1 à 15)

### Acteurs récurrents et invités
- Jackson Hurst : Corbin Duggan, sous-secrétaire de la Défense (épisodes 1 à 3 et 13)
- Anne-Marie Johnson : Dr Adams (épisodes 3 et 5)
- Pamela Reed : Roberta Deeks (mère de Marty Deeks) (épisode 5)
- David Paul Olsen[1] : Tom Olsen (épisodes 7 et 23)
- Bar Paly : Anastasia Kolcheck, fille d'Arkady Kolcheck (épisodes 5 et 6, 11 et 12, 17 et 18)
- John M. Jackson : A.J. Chegwidden (épisodes 15, 21 et 22)
- Peter Cambor : Nate Getz (épisodes 12 et 16)

## Épisodes

### Épisode 1:Cible prioritaire
- États-Unis /  Canada : 25 septembre 2016 sur CBS[2] / Global
- Suisse : 3 février 2017 sur RTS Deux
- France : 11 février 2017 sur M6
- Belgique : 8 novembre 2017 sur RTL-TVI

- États-Unis : 10,34 millions de téléspectateurs[3]
- Canada : 1,255 million de téléspectateurs[4] (première diffusion + différé 7 jours)
- France : 2,37 millions de téléspectateurs[5](première diffusion)

- Jackson Hurst (Sous-secrétaire de la Défense Corbin Duggan)
- Alexander Wraith (Bassel Rizvi)
- Cherami Leigh (Hope)
- Harry Katzman (Moshe)
- Bryce McBratnie (Interne)
- AJ Meijer (Elias Keating)
- Lisa Maley (Chen)
- Ben Cain (Capitaine Kane de la sécurité intérieure)
- Nadia Sloane (La fille de la piscine)
- Sammy Sheik (Ahmed Han Asakeem)

### Épisode 2:La Gueule du loup
- États-Unis /  Canada : 25 septembre 2016 sur CBS / Global
- Suisse : 10 février 2017 sur RTS Deux
- France : 11 février 2017 sur M6
- Belgique : 8 novembre 2017 sur RTL-TVI

- États-Unis : 10,34 millions de téléspectateurs[3] (première diffusion)
- Canada : 1,255 million de téléspectateurs[4] (première diffusion + différé 7 jours)
- France : 2,34 millions de téléspectateurs[6](première diffusion)

- Jackson Hurst (sous-secrétaire à la Défense, Corbin Duggan)
- Sammy Sheik (Ahmed Han Asakeem)
- Gretchen Palmer (Heather)
- Grinnell Morris (Dr Smith)
- Monib Abhat (Insurgé)
- Lisa Maley (Chen)

### Épisode 3:Le Gambit Dame
- États-Unis /  Canada : 2 octobre 2016 sur CBS / Global
- Suisse : 17 février 2017 sur RTS Deux
- France : 18 février 2017 sur M6
- Belgique : 15 novembre 2017 sur RTL-TVI

- États-Unis : 11,39 millions de téléspectateurs[7]
- Canada : 1,605 million de téléspectateurs[8] (première diffusion + différé 7 jours)
- France : 2,20 millions de téléspectateurs[9](première diffusion)

- Jackson Hurst (sous-secrétaire de défense, Corbin Duggan)
- Laura Harring (Julia Feldman)
- Alyssa Diaz (Jasmine Garcia)
- James Sayess (Gabriel Mir)
- Mayank Saxena (David Allen/Bryson Khan)
- Lisa Maley (Shu Chen)
- Anne-Marie Johnson (Doctor Adams)
- James Shanklin (Secrétaire à la défense, Curtis Oleksiuk)
- Shannon Wilcox (Summer)
- Katherine Kamhi (Samantha Rogers)
- Micky Shiloah (Résident)
- Salem Mikhael (Ben Mir)
- Anthony Ma (Jeune travailleur)

### Épisode 4:Marché noir
- États-Unis /  Canada : 16 octobre 2016 sur CBS / Global
- Suisse : 17 février 2017 sur RTS Deux
- France : 18 février 2017 sur M6
- Belgique : 15 novembre 2017 sur RTL-TVI

- États-Unis : 10,89 millions de téléspectateurs[10]
- Canada : 1,671 million de téléspectateurs[11] (première diffusion + différé 7 jours)
- France : 2,14 millions de téléspectateurs[12](première diffusion)

- Laura Harring (Julia Feldman)
- Byron Mann (Zhang Kiu)
- Daniel Marin (Carlos Gutierrez)
- Catherine Carlen (Diane)
- Gita Reddy (Infirmière en chef)
- Rickey Eugene Brown (Jesse Evans)
- Desmond Chiam (Edward Lee)
- Daniel Blake (Infirmier)
- Denell Johnson (Barista)

### Épisode 5:Le Retour d'Anna
- États-Unis /  Canada : 23 octobre 2016 sur CBS / Global
- Suisse : 24 février 2017 sur RTS Deux
- France : 25 février 2017 sur M6
- Belgique : 22 novembre 2017 sur RTL-TVI

- États-Unis : 11,4 millions de téléspectateurs[13]
- Canada : 1,588 million de téléspectateurs[14] (première diffusion + différé 7 jours)
- France : 2,34 millions de téléspectateurs[15](première diffusion)

- Pamela Reed (Roberta Deeks)
- Bar Paly (Anastasia « Anna » Kolcheck)
- Adam Bartley (Carl Brown)
- Anne-Marie Johnson (Docteur Adams)
- Brian Guest (Rex)
- Dale Pavinski (Vincent Garvey)
- Anton Narinskiy (Neil Lott)
- Curt Mega (Reggie Tiller)
- Phillip Jeanmarie (Thomas)
- Hannah Gottesman (Heather)
- June Carryl (Beth Kelley)
- Lee Hudson (Rickey)
- Daniel Blake (Infirmier)

- Retour de Roberta Deeks.
- Anne-Marie Johnson était une actrice récurrente de la série JAG.

### Épisode 6:Les Souvenirs du passé
- États-Unis /  Canada : 30 octobre 2016 sur CBS / Global
- Suisse : 24 février 2017 sur RTS Deux
- France : 25 février 2017 sur M6
- Belgique : 22 novembre 2017 sur RTL-TVI

- États-Unis : 9,74 millions de téléspectateurs[16]
- Canada : 1,474 million de téléspectateurs[17] (première diffusion + différé 7 jours)
- France : 2,15 millions de téléspectateurs[18](première diffusion)

- Bar Paly (Anastasia « Anna » Kolcheck)
- TJ Ramini (John Martin / Tobin Shaked)
- Marc Anthony Samuel (Lieutenant Commandant de la Navy George Owens)
- Solomon Shiv (Ariel)
- Rob Brownstein (Neurologiste)
- Emily Tosta (Carla Stone)
- Matthew Grant Godbey (Dan Evans, détective du LAPD)
- Sean Patrick Murphy (Officier LAPD)
- Jeff Bee (Livreur)
- Markie Adams (Femme)

### Épisode 7:Effets secondaires
- États-Unis /  Canada : 6 novembre 2016 sur CBS / Global
- Suisse : 3 mars 2017 sur RTS Deux
- France : 4 mars 2017 sur M6
- Belgique : 29 novembre 2017 sur RTL-TVI

- États-Unis : 10,26 millions de téléspectateurs[19]
- Canada : 1,646 million de téléspectateurs[20] (première diffusion + différé 7 jours)
- France : 2,13 millions de téléspectateurs[21](première diffusion)

- Ben Weber (Bruce Carter, analyste de la NSA)
- Ashley Jones (Jolene Townsend, analyste de la NSA)
- Jed Rees (Gary Dill, analyste NSA / Noah Leipzig)
- Tristen MacDonald (Emily Janderman)
- Jonathan Brooks (Dante)
- Roberto Montesinos (Eduardo Banuelos)
- Eden Riegel (Docteur Iris Miller)
- Bob Glouberman (Docteur Lance Tannen)
- Ken Medlock (Volontaire)
- Fernando Martinez (Tueur du cartel #1)
- Leo Oliva (Jose)
- Michael Cory Davis (Aide-soignant)
- Alfred Adderly (Infirmier en charge)
- Brand Rackley (Assistant du professeur)
- David Paul Olsen (Tom Olsen)
- Daniel Blake (Infirmier)

### Épisode 8:Un éclair de génie
- États-Unis /  Canada : 13 novembre 2016 sur CBS / Global
- Suisse : 3 mars 2017 sur RTS Deux
- France : 4 mars 2017 sur M6
- Belgique : 29 novembre 2017 sur RTL-TVI

- États-Unis : 12,11 millions de téléspectateurs[22]
- Canada : 1,587 million de téléspectateurs[23] (première diffusion + différé 7 jours)
- France : 2,10 millions de téléspectateurs[24](première diffusion)

- Jasmine Kaur (Ganeev Patel)
- Kandis Fay (Pamela Volonev)
- Shree Crooks (Nadia Volonev)
- Markus Flanagan (Professeur Chapman)
- Hank Chen (Minjun Rhee)
- Kurt Yaeger (Sullivan)
- Alice Amter (Professeur Laleh Moradi)
- Tristen MacDonald (Emily Janderman)
- Victor Onuigbo (Oluwa Tinabu)
- Jason Karasev (Yuri Volonev)
- Eddie Liu (Scott Young / Scott Yung / Interlocuteur)
- Matthew Grant Godbey (Dan Evans, détective du LAPD)
- Hannah Tamminen (Herta)

### Épisode 9:Glasnost
- États-Unis /  Canada : 20 novembre 2016 sur CBS / Global
- Suisse : 11 mars 2017 sur RTS Un
- France : 11 mars 2017 sur M6
- Belgique : 6 décembre 2017 sur RTL-TVI

- États-Unis : 10,43 millions de téléspectateurs[25]
- Canada : 1,569 million de téléspectateurs[26] (première diffusion + différé 7 jours)
- France : 2,26 millions de téléspectateurs[27](première diffusion)

- Daniel J. Travanti (Garrison)
- Vyto Ruginis (Arkady Kolcheck)
- India de Beaufort (Alexandra (Alex))
- Joan Severance (Mary Reynolds / Katerina Polunin)
- Anthony Hill (Serveur / Jason)
- Kurt Yaeger (Sullivan)
- Tom Choi (Fong, officier du LAPD)
- Ward Roberts (Artem Fedor)
- Tristen MacDonald (Emily Janderman)
- Zoran Radanovich (Assassin)
- David Storrs (Vagabond / Calvin Stokes)
- Meredith Giangrande (Jeune femme bronzée)

### Épisode 10:Les Loups à la porte
- États-Unis /  Canada : 27 novembre 2016 sur CBS / Global
- Suisse : 11 mars 2017 sur RTS Un
- France : 11 mars 2017 sur M6
- Belgique : 6 décembre 2017 sur RTL-TVI

- États-Unis : 11,39 millions de téléspectateurs[28]
- Canada : 1,414 million de téléspectateurs[29] (première diffusion + différé 7 jours)
- France : 2,08 millions de téléspectateurs[30](première diffusion)

- Pamela Reed (Roberta Deeks)
- Laura Harring (Julia Feldman)
- Adam Bartley (Carl Brown)
- Lindsay LaVanchy (Natalie Grant / Amber Wilcox)
- Kurt Yaeger (Sullivan)
- Chase Kim (Adjoint Bennett)
- Nate Hartley (Vinny)
- Dustin Fasching (Barman)
- Shon Lange (Sheriff du comté de Los Angeles / Dexter Frazier)
- Gretchen Palmer (Heather / Rae)

### Épisode 11:Traditions
- États-Unis /  Canada : 18 décembre 2016 sur CBS / Global
- Suisse : 18 mars 2017 sur RTS Un
- France : 18 mars 2017 sur M6
- Belgique : 13 décembre 2017 sur RTL-TVI

- États-Unis : 10,37 millions de téléspectateurs[31]
- Canada : 1,413 million de téléspectateurs[32] (première diffusion + différé 7 jours)
- France : 2,29 millions de téléspectateurs[33](première diffusion)

- Bar Paly (Anastasia « Anna » Kolcheck)
- Joel Johnstone (Gregory Jenkins)
- Arturo del Puerto (Manny)
- Maynor Alvarado (Raul)
- Alison Haislip (Nicole Ross)
- Natalie Wachen (Amy, conseillère vestimentaire)
- Brea Bee (Lieutenant Commandant de la Navy Jennifer Morgan)
- Miguel Angel Caballero (Javier Nunez)
- Dan Cole (Vigile)

### Épisode 12:Kulinda
- États-Unis /  Canada : 8 janvier 2017 sur CBS / Global
- Suisse : 18 mars 2017 sur RTS Un
- France : 18 mars 2017 sur M6
- Belgique : 13 décembre 2017 sur RTL-TVI

- États-Unis : 10,41 millions de téléspectateurs[34]
- Canada : 1,681 million de téléspectateurs[35] (première diffusion + différé 7 jours)
- France : 2,11 millions de téléspectateurs[36](première diffusion)

- Peter Cambor (Psychologue de terrain Nate Getz)
- Bar Paly (Anastasia « Anna » Kolcheck)
- Nigel Gibbs (Harold Irvin)
- Sam Adegoke (Junior Sancho)
- Romeo Brown (Tony Hill, conseiller municipal)
- Eddie George (Byron Brown)
- Blair Fowler (Poppy Gold)
- Issac Ryan Brown (Joey)
- Mike Gray (D'Andre Linton)
- Jeffrey Muller (Mark Newton)
- Christy Choi (Jeune femme)
- Gabe Humphrey (Russell)
- Haley Brooke Walker (Hope)
- Gracie Marie Bradley (Fan 1)

### Épisode 13:Piégés
- États-Unis /  Canada : 15 janvier 2017 sur CBS / Global
- Suisse : 30 juillet 2017 sur RTS Un
- France : 21 octobre 2017 sur M6
- Belgique : 20 décembre 2017 sur RTL-TVI

- États-Unis : 8,58 millions de téléspectateurs[37]
- Canada : 1,774 million de téléspectateurs[38] (première diffusion + différé 7 jours)
- France : 2,05 millions de téléspectateurs[39](première diffusion)

- Jackson Hurst (Sous-secrétaire de la Défense Corbin Duggan)
- Karina Logue (Détective Ellen Whiting du LAPD)
- Gretchen Palmer (Heather Wilson)
- Carlos Sanz (Mario Sanchez, agent de la DEA)
- Corey Reynolds (Duke Morgan, agent de l'ATF)
- Elaine Loh (Lisa Chan, officier du LAPD)
- Andrew Thacher (Commandant du SWAT fédéral)
- Tony Elias (Officier du SWAT fédéral)
- Karibel Rodriquez (Officier Turner du LAPD)
- Joe Thornton Jr. (Officier Northam du KAPD)
- Matthew Grant Godbey (Détective Dan Evans du LAPD)
- Jeff De Serrano (Officier Rojas du LAPD)
- Vivis (Madame Ramirez)
- Todd James Jackson (Garde de l'hôpital)
- Troy Cephers (Officier du LAPD)

### Épisode 14:L'Étau
- États-Unis : 29 janvier 2017 sur CBS
- Canada : 31 janvier 2017 sur Global
- Suisse : 30 juillet 2017 sur RTS Un
- France : 21 octobre 2017 sur M6
- Belgique : 27 décembre 2017 sur RTL-TVI

- États-Unis : 11,29 millions de téléspectateurs[40]

- Erik Palladino (Vostanik Sabatino, officier de la CIA)
- Adam Bartley (Carl Brown)
- Kurt Yaeger (Sullivan / Ferris, officier de la CIA)
- Karina Logue (Détective Ellen Whiting du LAPD)
- Corey Reynolds (Agent Duke Morgan de l'ATF)
- Salvator Xuereb (Randall Sharov, officier de la CIA)
- Dale Pavinski (Vincent Garvey)
- Carlos Sanz (Agent Mario Sanchez de la DEA)
- Jeronimo Sinx (Agent du NCIS Thompson)
- Tom Winter (Agent du NCIS Nassir)
- Jose Joey Abril (Amen)
- Robert Mukes (Tiny)
- Brian Turk (Garde)

### Épisode 15:Vengeance
- États-Unis /  Canada : 19 février 2017 sur CBS / Global
- Suisse : 6 août 2017 sur RTS Un
- France : 28 octobre 2017 sur M6
- Belgique : 27 décembre 2017 sur RTL-TVI

- États-Unis : 8,61 millions de téléspectateurs[41]
- Canada : 1,507 million de téléspectateurs[42] (première diffusion + différé 7 jours)
- France : 2,057 millions de téléspectateurs[43](première diffusion)

- Erik Palladino (Vostanik Sabatino, officier de la CIA)
- John M. Jackson (A.J. Chegwidden)
- Kurt Yaeger (Sullivan / Ferris, officier de la CIA)
- Elizabeth Bogush (Joelle Taylor, agent de la CIA)
- Teddy Lane Jr. (Officier du LAPD)
- Anzu Lawson (Infirmière)

### Épisode 16:Coup de poker
- États-Unis /  Canada : 5 mars 2017 sur CBS / Global
- Suisse : 6 août 2017 sur RTS Un
- France : 28 octobre 2017 sur M6
- Belgique : 3 janvier 2018 sur RTL-TVI

- États-Unis : 9,46 millions de téléspectateurs[44]
- Canada : 1,47 million de téléspectateurs[45] (première diffusion + différé 7 jours)

- Peter Cambor (Nate Getz, psychologue de terrain)
- Daniel J. Travanti (Garrison)
- Martin Mull (Edward O'Boyle)
- Debra Jo Rupp (Ginger)
- India de Beaufort (Alexandra Reynolds)
- Marsha Thomason (Agent spécial du secret service Nicole Dechamps)
- Terryn Westbrook (Rebecca)
- Mike Erwin (Pacey Smith)
- Anzu Lawson (Infirmière)
- Connor Weil (Lieutenant de la Navy Warren Miller)
- John Colton (Louis Miller)
- Jeronimo Spinx (Thompson, agent du NCIS)
- Makai Dudeck (Jake)

### Épisode 17:La Reine de cœur
- États-Unis /  Canada : 12 mars 2017 sur CBS / Global
- Suisse : 13 août 2017 sur RTS Un
- France : 4 novembre 2017 sur M6
- Belgique : 3 janvier 2018 sur RTL-TVI

- États-Unis : 9,26 millions de téléspectateurs[46]
- Canada : 1,533 million de téléspectateurs[47] (première diffusion + différé 7 jours)
- France : 2,05 millions de téléspectateurs[48](première diffusion)

- Bar Paly (Anastasia « Anna » Kolcheck)
- Sammy Sheik (Ahmed Han Asakeem)
- Azie Tesfai (King)
- Bruce Thomas (Frank Gibson, procureur du district de Los Angeles)
- Grantham Coleman (Spence Taylor)
- Anthony Dilio (Devlin Rush)
- Lester Speight (Max « Champ »Champion)
- Marco Antonio Martinez (Détective du LAPD Johnson)
- Devon Michaels (Shawn Wilson, assistant)
- Chuck Ashworth (Officier du LAPD #1)
- Brett Wagner (Buford)
- Curtis Taylor (Sheriff Lyle Tully)
- Chriss Anglin (U.S. Marshall)

### Épisode 18:Escapade
- États-Unis /  Canada : 19 mars 2017 sur CBS / Global
- Suisse : 13 août 2017 sur RTS Un
- France : 4 novembre 2017 sur M6
- Belgique : 10 janvier 2018 sur RTL-TVI

- États-Unis : 9,1 millions de téléspectateurs[49]
- Canada : 1,374 million de téléspectateurs[50] (première diffusion + différé 7 jours)

- Scott Grimes (Dave Flynn, spécialiste en informatique forensique)
- Bar Paly (Anastasia « Anna » Kolcheck)
- Elizabeth Bogush (Joelle Taylor / Beth)
- Keiko Agena (Tara Nelson)
- Gabriel Tigerman (Paul Nelson)
- Amy Farrington (Genevive Parks)
- Patrick Wenk-Wolff (Michael « Mikey » Donaldson, agent de la NSA)
- Kane Lieu (Trevor Young)
- Andy Cohen (Logan Gorman)
- Andrew Pikfo (Maitre D'hôtel / Steffen)
- Mark Simich (L'homme séduisant)
- Lauren Gaw (La femme / Chelsey)
- Stephanie Czajkowski (Détective du LAPD)

- Retour du personnage de Dave Flynn vu dans les épisodes 18 et 19 intitulés : Red (1re partie) et Red (2e partie) de la saison 4.

### Épisode 19:Panique à bord
- États-Unis /  Canada : 26 mars 2017 sur CBS / Global
- Suisse : 20 août 2017 sur RTS Un
- France : 11 novembre 2017 sur M6
- Belgique : 10 janvier 2018 sur RTL-TVI

- États-Unis : 11,17 millions de téléspectateurs[51]
- Canada : 1,429 million de téléspectateurs[52] (première diffusion + différé 7 jours)
- France : 1,88 million de téléspectateurs[53](première diffusion)

- Sara Fletcher (Cheryl)
- David Fumero (Miguel Salazar, Marshall aérien)
- Madison Mason (Capitaine Troy Jacobs)
- Ally Maki (Belinda Fujita)
- Dylan Kenin (Lincoln Stern)
- Jeffrey Markle (Salvador Ortega)
- Tomm Voss (Willem)
- Bogdan Yasinski (Aric Weber)
- Jonathan Marballi (Big Ron)
- Carmela Zumbado (Susan)
- Robin Krieger (La femme)
- Kevin Coubal (Aiden Tinker)
- Nicole Pettis (Vanessa Barley, Marshall aérien)
- Blair Hickey (Sheldon Rhodes)
- Sonny Saito (Hideo Sakuraba)
- Caitlin McHugh (Tina)

### Épisode 20:Tour de danse
- États-Unis /  Canada : 9 avril 2017 sur CBS / Global
- Suisse : 20 août 2017 sur RTS Un
- France : 11 novembre 2017 sur M6
- Belgique : 17 janvier 2018 sur RTL-TVI

- États-Unis : 9,51 millions de téléspectateurs[54]
- Canada : 1,325 million de téléspectateurs[55] (première diffusion + différé 7 jours)

- Lou Ferrigno, Jr. (Victor Larmont)
- Shanna Collins (Rebecca Larmont)

### Épisode 21:Cicatrices de guerre
- États-Unis /  Canada : 23 avril 2017 sur CBS / Global
- Suisse : 27 août 2017 sur RTS Un
- France : 18 novembre 2017 sur M6
- Belgique : 17 janvier 2018 sur RTL-TVI

- États-Unis : 9,44 millions de téléspectateurs[56]
- Canada : 1,489 million de téléspectateurs[57] (première diffusion + différé 7 jours)
- France : 2,03 millions de téléspectateurs[58](première diffusion)

- John M. Jackson (Amiral en retraite AJ Chegwidden)
- James Remar (Amiral Sterling Bridges)
- Carl Lumbly (Capitaine de la Navy en retraite Charles Langston)

### Épisode 22:L'âge d'or
- États-Unis /  Canada : 30 avril 2017 sur CBS / Global
- Suisse : 27 août 2017 sur RTS Un
- France : 18 novembre 2017 sur M6
- Belgique : 24 janvier 2018 sur RTL-TVI

- États-Unis : 9,08 millions de téléspectateurs[59]
- Canada : 1,395 million de téléspectateurs[60] (première diffusion + différé 7 jours)
- France : 1,83 million de téléspectateurs[61](première diffusion)

- John M. Jackson (Amiral en retraite AJ Chegwidden)
- James Remar (Amiral Sterling Bridges)
- Carl Lumbly (Capitaine de la Navy en retraite Charles Langston)

### Épisode 23:L'échange
- États-Unis /  Canada : 7 mai 2017 sur CBS / Global
- Suisse : 3 septembre 2017 sur RTS Un
- France : 25 novembre 2017 sur M6
- Belgique : 24 janvier 2018 sur RTL-TVI

- États-Unis : 9,06 millions de téléspectateurs[62]
- Canada : 1,336 million de téléspectateurs[63] (première diffusion + différé 7 jours)
- France : 2,18 millions de téléspectateurs[64](première diffusion)

- Anslem Richardson (Tahir Khaled)
- Aunjanue Ellis (Michelle Hanna)
- Mitch Hope (David Payne) (VF : Hervé Grull)
- Pasha D. Lychnikoff (Michael Zirov)
- Erik Palladino (Vostanik Sabatino)
- Layla Crawford (Kamran Hanna)
- David Paul Olsen (Tom Olsen)
- Zeeko Zaki (Aimon Shah)

### Épisode 24:Déchaîné
- États-Unis /  Canada : 14 mai 2017 sur CBS / Global
- Suisse : 3 septembre 2017 sur RTS Un
- France : 25 novembre 2017 sur M6
- Belgique : 31 janvier 2018 sur RTL-TVI

- États-Unis : 9,4 millions de téléspectateurs[65]
- Canada : 1,442 million de téléspectateurs[66] (première diffusion + différé 7 jours)

- Aunjanue Ellis (Michelle Hanna)
- Anslem Richardson (Tahir Khaled)
- Zeeko Zaki (Aimon Shah)
- Erik Palladino (Vostanik Sabatino)
- Richa Shukla (Rayna)
- Danny Hamouie (Danyal)

## Audiences aux États-Unis
Audiences aux États-Unis 

## Cotes d'écoute au Canada anglophone

### Portrait global
- La moyenne de cette saison est d’environ 1,49 million de téléspectateurs[Note 1].

### Données détaillées
| Numéro épisode | Titre original             | Diffuseur | Date de diffusion originale (2016-2017) | Heure                | Cotes d'écoute (en téléspectateurs) | Classement soirée | Classement semaine |
| -------------- | -------------------------- | --------- | --------------------------------------- | -------------------- | ----------------------------------- | ----------------- | ------------------ |
| 1              | High Value Target          | Global    | Dimanche 25 septembre 2016              | 20 h 30 HE / 20 h HP | 1 255 000                           | 2                 | 23                 |
| 2              | Belly of the Beast         | Global    | Dimanche 25 septembre 2016              | 21 h 30 HE / 21 h HP | 1 255 000                           | 2                 | 23                 |
| 3              | The Queen's Gambit         | Global    | Dimanche 2 octobre 2016                 | 20 h HE / HP         | 1 605 000                           | 3                 | 15                 |
| 4              | Black Market               | Global    | Dimanche 16 octobre 2016                | 20 h HE / HP         | 1 671 000                           | 2                 | 9                  |
| 5              | Ghost Gun                  | Global    | Dimanche 23 octobre 2016                | 20 h HE / HP         | 1 588 000                           | 2                 | 7                  |
| 6              | Home is Where the Heart Is | Global    | Dimanche 30 octobre 2016                | 20 h HE / HP         | 1 474 000                           | 1                 | 14                 |
| 7              | Crazy Train                | Global    | Dimanche 6 novembre 2016                | 20 h HE / HP         | 1 646 000                           | 1                 | 7                  |
| 8              | Parallel Resistors         | Global    | Dimanche 13 novembre 2016               | 20 h HE / HP         | 1 587 000                           | 1                 | 8                  |
| 9              | Glasnost                   | Global    | Dimanche 20 novembre 2016               | 20 h HE / HP         | 1 569 000                           | 1                 | 11                 |
| 10             | Sirens                     | Global    | Dimanche 27 novembre 2016               | 20 h HE / HP         | 1 414 000                           | 4                 | 11                 |
| 11             | Tidings We Bring           | Global    | Dimanche 18 décembre 2016               | 20 h HE / HP         | 1 413 000                           | 1                 | 11                 |
| 12             | Kulinda                    | Global    | Dimanche 8 janvier 2017                 | 20 h HE / HP         | 1 681 000                           | 2                 | 8                  |
| 13             | Hot Water                  | Global    | Dimanche 15 janvier 2017                | 20 h HE / HP         | 1 744 000                           | 1                 | 3                  |
| 14             | Under Siege                | Global    | Mardi 31 janvier 2017                   | 21 h HE / HP         | N/D                                 | N/D               | N/D                |
| 15             | Payback                    | Global    | Dimanche 19 février 2017                | 21 h HE / HP         | 1 507 000                           | 1                 | 8                  |
| 16             | Old Tricks                 | Global    | Dimanche 5 mars 2017                    | 20 h HE / HP         | 1 470 000                           | 1                 | 6                  |
| 17             | Queen Pin                  | Global    | Dimanche 12 mars 2017                   | 20 h HE / HP         | 1 533 000                           | 1                 | 12                 |
| 18             | Getaway                    | Global    | Dimanche 19 mars 2017                   | 20 h HE / HP         | 1 374 000                           | 1                 | 12                 |
| 19             | 767                        | Global    | Dimanche 26 mars 2017                   | 20 h HE / HP         | 1 429 000                           | 1                 | 6                  |
| 20             | From Havana With Love      | Global    | Dimanche 9 avril 2017                   | 20 h HE / HP         | 1 325 000                           | 1                 | 15                 |
| 21             | Battle Scars               | Global    | Dimanche 23 avril 2017                  | 20 h HE / HP         | 1 489 000                           | 1                 | 7                  |
| 22             | Golden Days                | Global    | Dimanche 30 avril 2017                  | 20 h HE / HP         | 1 395 000                           | 1                 | 7                  |
| 23             | Uncaged                    | Global    | Dimanche 7 mai 2017                     | 20 h HE / HP         | 1 336 000                           | 1                 | 14                 |
| 24             | Unleashed                  | Global    | Dimanche 14 mai 2017                    | 20 h HE / HP         | 1 442 000                           | 1                 | 10                 |